# Митишчи
Мити́шчи (на руски: Мытищи) е град в Русия, Московска област, административен център на Митишчински район (но не влиза в състава му).

## География
Градът отстои на 19 km североизточно от столицата Москва, свързан е с железопътната линия Москва – Ярославъл. През територията на града протичат Яуза и други по-малки реки.
Населението на града е 183 224 души (1 януари 2014).

## История
Името му идва от руската дума мыто (мито), понеже в миналото е събирана такса за тегленето на кораби по суша в района между реките Яуза (ляв приток на Москва) и Клязма (ляв приток на Ока). Дори на герба на града е изобразена плаваща ладия.
Основан е през 1460 година. Статута си на град получава през 1925 година.

## Икономика
Градът се развива като промишлен център от средата на ХІХ век. Има железопътна гара от 1862 г. Построен е вагоностроителен завод през 1897 г., а скоро след него – и първият в страната завод за изкуствена коприна.
Главният отрасъл за града е машиностроенето. Най-известен е завод „Метровагонмаш“ за метровагони), приборостроенето, електротехническата промишленост. Произвеждат се вагони, самосвали, електронна апаратура, кабели и др.

## Други
Науката е представена от редица научноизследователски и развойни институти, сред които: НИИ по радиоизмервателни уреди, НИИ по хигиена „Ф. Ф. Ерисман“, Главен институт по проектиране на предприятия за изкуствено влакно и др.
Висше образование се предлага от: Московски университет по гората, Руски университет по кооперацията, филиал на университет.
В града функционират следните културни учреждения: историко-художествен музей, музей по опазване на природата, минералогичен музей, картинна галерия, драматичен театър, куклен театър, дом на културата, дворец на младежта и др.

## Побратимени градове
- Барановичи, Беларус
- Борисов, Беларус
- Габрово, България
- Жодино, Беларус
- Нимбурк, Чехия
- Паневежис, Литва
- Плоцк, Полша
- Смолевичи, Беларус

## Галерия
- Владимирската църква
- Железопътна гара Митишчи
- Кукленият театър
- „Чаепитие в Митищи, близо до Москва“, В. Петров (1862)